# Obrzycko (gmina)
Obrzycko est une gmina rurale du powiat de Szamotuły, Grande-Pologne, dans le centre-ouest de la Pologne. Son siège est la ville d'Obrzycko, bien qu'elle ne fasse pas partie du territoire de la gmina.
La gmina couvre une superficie de 110,65 km2 pour une population de 4 219 habitants.

## Géographie

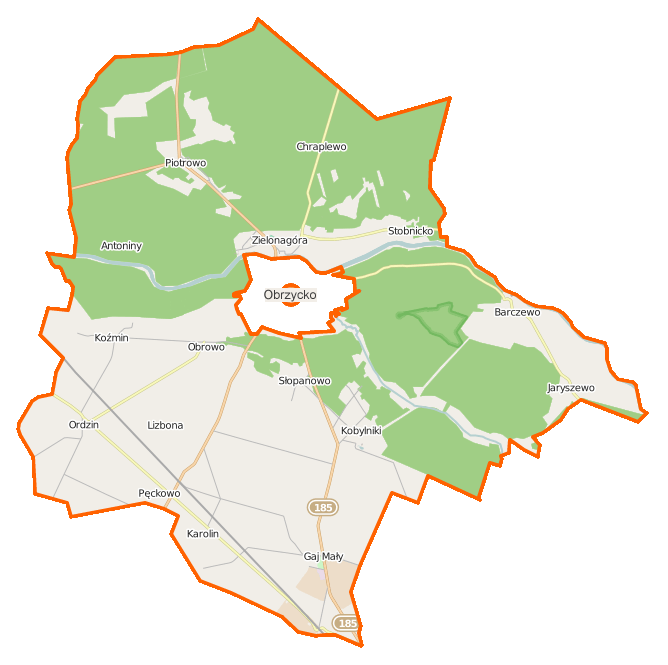
Plan de la gmina.

La gmina inclut les villages et les localités de:
- Bugaj
- Dobrogostowo
- Gaj Mały
- Jaryszewo
- Kobylniki
- Koźmin
- Obrowo
- Ordzin
- Pęckowo
- Piotrowo
- Słopanowo
- Stobnicko
- Zielonagóra

### Gminy voisines
La gmina d'Obrzycko est bordée des gminy de:
- Lubasz
- Ostroróg
- Połajewo
- Szamotuły
- Wronki

## Structure du terrain
D'après les données de 2002, la superficie de la commune d'Obrzycko est de 110,65 km², répartis comme tel :
- terres agricoles : 47%
- forêts : 48%

La commune représente 9,90% de la superficie du powiat.

## Démographie
Données du 30 juin 2004 :
| Description        | Total  | Total | Femmes | Femmes | Hommes | Hommes |
| ------------------ | ------ | ----- | ------ | ------ | ------ | ------ |
| Unité              | Nombre | %     | Nombre | %      | Nombre | %      |
| population         | 4 241  | 100   | 2 118  | 49,9   | 2 123  | 50,1   |
| Densité (hab./km²) | 38,3   | 38,3  | 19,1   | 19,1   | 19,2   | 19,2   |